# Тарбек
Тарбек (нем. Tarbek) — община в Германии, в земле Шлезвиг-Гольштейн. 
Входит в состав района Зегеберг. Подчиняется управлению Борнхёфед.  Население составляет 158 человек (на 31 декабря 2010 года). Занимает площадь 10,02 км².